# Rattle and Hum
| Recensione       | Giudizio |
| ---------------- | -------- |
| Ondarock         | 5.5/10   |
| AllMusic         |          |
| Rolling Stone    |          |
| Robert Christgau | (B+)     |

Rattle and Hum è il sesto album degli U2, pubblicato il 10 ottobre 1988. L'album contiene sia nuovi brani inediti che registrazioni live; venne realizzato anche un omonimo film documentario diretto da Phil Joanou dedicato alla tournée americana della band. Ha raggiunto il primo posto nella maggior parte delle classifiche internazionali, compresi gli Stati Uniti.

## Storia
A seguito del successo dell'album precedente, The Joshua Tree, la band intraprese un tour in Europa e America; fu negli USA che nacque l'idea di raccontare la loro esperienza dell'America. L'album risulta essere una sorta di celebrazione degli Stati Uniti, luogo in cui è stato registrato per la gran parte, e trasmette le molteplici influenze musicali accolte dalla band.

## Brani
Il disco contiene alcune canzoni del gruppo in versione live, oltre a inediti e a collaborazioni con altri artisti come B.B. King e Bob Dylan e cover di Dylan e dei Beatles.

## Tracce
Testi di Bono, musiche degli U2, eccetto dove indicato.
1. Helter Skelter (live at Denver, Colorado) – 3:07 (Lennon-McCartney)
2. Van Diemen's Land – 3:06 (testo: The Edge)
3. Desire – 2:58
4. Hawkmoon 269 – 6:22
5. All Along the Watchtower (live from "Save the Yuppee Free Concert", San Francisco) – 4:24 (Bob Dylan)
6. I Still Haven't Found What I'm Looking For (live at Madison Square Garden, New York) – 5:53
7. Freedom for My People (eseguita da Sterling Magee e Adam Gussow) – 0:38 (testo: Sterling Magee – musica: Adam Gussow)
8. Silver and Gold (live at Denver, Colorado) – 5:50
9. Pride (In the Name of Love) (live at Denver, Colorado) – 4:27
10. Angel of Harlem – 3:49
11. Love Rescue Me – 6:24 (testo: Bono, Bob Dylan)
12. When Love Comes to Town (feat. B.B. King) – 4:14
13. Heartland – 5:02
14. God Part II – 3:15
15. The Star Spangled Banner (eseguita da Jimi Hendrix) – 0:43 (musica: John Stafford Smith)
16. Bullet the Blue Sky (live at Sun Devil Stadium, Tempe, Arizona) – 5:37
17. All I Want Is You – 6:30

## Formazione

### Gruppo
- Bono - voce, chitarra, armonica a bocca
- The Edge - chitarra, tastiere, cori, voce (Van Diemen's Land)
- Adam Clayton - basso
- Larry Mullen Jr. - batteria, percussioni

### Altro personale
- Jimmy Iovine - produzione
- Bob Dylan - organo (Hawkmoon 269), scrittura brani, cori (Love Rescue Me)
- Edna Wright - cori (Hawkmoon 269)
- Carolyn Willis - cori (Hawkmoon 269)
- Billie Barnum - cori (Hawkmoon 269)
- Alex Acuria - percussioni (Hawkmoon 269)
- Larry Bunker - timpani (Hawkmoon 269)
- New Voices of Freedom - cori (I Still Haven't Found What I'm Looking For)
- Sterling Magee - voce, chitarra e percussioni (Freedom For My People)
- Adam Gussow - armonica (Freedom For My People)
- Joey Miskulin - organo (Angel of Harlem)
- The Memphis Horns - corni (Angel of Harlem)
- Benmont Tench - organo (All I Want Is You)
- B.B. King - voce e chitarra (When Loves Come To Town)
- Rebecca Evans Russell - cori (When Love Comes To Town)
- Benmont Tench - tastiere (All I Want Is You)

## Singoli
- Desire - settembre 1988
- Angel of Harlem - dicembre 1988
- When Love Comes to Town - aprile 1989
- All I Want Is You - giugno 1989

## Curiosità
- Nell'album Les Paul & Friends: American Made - World Played del 2005 è presente la cover di All I Want Is You eseguita da Les Paul e Johnny Rzeznik (Goo Goo Dolls).

## Tour promozionale
Per promuovere l'album, il gruppo intraprese il Lovetown Tour, partito dal Perth Entertainment Centre di Perth il 21 settembre 1989, e conclusosi all'Ahoy di Rotterdam il 10 gennaio 1990.

## Classifiche
| Classifica di fine anno (1988) | Posizione |
| ------------------------------ | --------- |
| Italia                         | 7         |